# Glère
Glère é uma comuna francesa na região administrativa de Borgonha-Franco-Condado, no departamento de Doubs. Estende-se por uma área de 15,93 km². Em 2010 a comuna tinha 218 habitantes (densidade: 13,7 hab./km²).